# Madecassia
Madecassia es un género de escarabajos de la familia Buprestidae.

## Especies
- Madecassia fairmairei (Obenberger, 1958)
- Madecassia ophthalmica (Fairmaire, 1904)
- Madecassia rothschildi (Gahan, 1893)